# Seinäjoki
Seinäjoki este o comună din Finlanda.